# Сим Вар
Сим Вар (кхмер. ស៊ឹម វ៉ា; 2 февраля 1906 — октябрь 1989, Париж) — камбоджийский государственный и политический деятель, премьер-министр Камбоджи в 1957—1958 годах. Камбоджийский националист, один из основателей Демократической партии Камбоджи, добивавшейся независимости от французского протектората. В годы правления генерала Лон Нола 1970—1975 — посол Камбоджи (Кхмерской Республики) в Японии.